# Barbus cerise
Puntius titteya
Pour les articles homonymes, voir Cerise (homonymie).
Espèce
Statut de conservation UICN

 VU  : Vulnérable
Synonymes
Barbus titteya (non valide)
Puntius titteya, le barbus cerise, anciennement Barbus titteya, est une espèce de poissons de la famille des Cyprinidae et de l'ordre des Cypriniformes. Un des barbus les plus renommés, particulièrement pour la brillante coloration cerise du mâle en état de frayer.

## Répartition
Il vit dans les cours d'eau tranquilles et ombragés de Ceylan (Sri Lanka).

### Habitat
Apparemment, on trouve à l'état sauvage deux variétés de couleurs différentes, dont l'une habite les plaines plus chaudes. Parmi les spécimens élevés en aquarium, une seule de ces variétés semble prévaloir. Cette espèce de poisson est originaire du Sri Lanka . Elle y vit dans les ruisseaux ombragés .

## Taille
Cette espèce ne dépasse pas les 5 cm.

## Comportement
Très robuste, il jouit d'une bonne longévité.

## Reproduction
Pendant le frai, les poissons mâles sont extrêmement ardents et il faudra procurer à la femelle un bon couvert de plantes, sans quoi elle pourrait être tuée. On obtient souvent de bons résultats en utilisant deux femelles par mâle.

## Caractéristiques physico-chimiques
Il vit dans un pH de 6,5 à 7.